# 贾寨镇 (聊城市)
贾寨乡，是中华人民共和国山東省聊城市茌平区下辖的一个乡镇级行政单位。
2012年11月，撤贾寨乡设立贾寨镇

## 行政区划
贾寨乡下辖以下地区：
李楼村、贾寨前村、大郑庄村、苗庄村、张名扬村、冯庄村、前付村、后付村、耿张村、郭堤口村、官张村、东邢村、孙家庄村、侯楼村、草林张村、贾寨后村、大梁庄村、张士宏村、耿二庄村、卢吴村、耿店村、耿大庄村、耿三庄村、大朱庄村、崔老庄村、西纸坊头村、后陈村、杜沟村、官赵村、王药包村、堤头袁村、贾铁匠村、贾贡村、肖庄村、邢胡刘村、贾寨西村和梅庄村。